# Valletta Living History
Pour plus de détails, voir Fiche technique et Distribution.
Valletta Living History est un documentaire historique de 35 minutes, en haute définition, sous la forme d'un spectacle audiovisuel, illustrant l'histoire, la culture et  le style de vie de Malte et des Maltais.
Le spectacle a été créé par HD Entertainment Ltd à Malte en 2010.
Relevant de la catégorie d'un documentaire historique, l'histoire a été écrite par le scénariste international Jonathan Rich qui a déjà travaillé sur d'autres documentaires pour le compte de la BBC.
Le réalisateur maltais Vince Briffa a dirigé le tournage, et Manuel Cauchi est l'un des principaux acteurs.
Le documentaire reconstitue le Grand Siège de Malte et la construction de La Valette,  capitale de Malte. Il retrace ensuite chronologiquement l'histoire de Malte avec d'autres reconstitutions de l'arrivée de Napoléon et la domination française, l'occupation britannique et les émeutes du 7 juin 1919.
Le spectacle comprend également des images de synthèse de plusieurs reconstitutions, principalement de la Deuxième Guerre mondiale et du  bombardement de Malte.
Valletta Living History est projeté tous les jours au centre commercial The Embassy Complex à La Valette.

## Fiche technique
- Titre : Valletta Living History
- Acteur principal : Manuel Cauchi
- Réalisation : Vince Briffa
- Société de production : Picture Box / MPS (MALTA)
- Scénario : Jonathan Rich
- Producteur : Jean Pierre Gatt
- Sortie : 24 juillet 2010
- Durée : 35 minutes
- Pays d’origine :  Malte
- Langues : Français, Anglais, Italien, Allemand, Espagnol, Russe, Suédois et Japonais
- Musique : Noel Calleja